# Списак градова у Шпанији
Краљевина Шпанија спада у највеће и најмногољудније државе Европе, па су и шпански градови битни за континент. Тако је главни град Шпаније, Мадрид је по броју становника на ужем подручју трећи у целој Европској унији (после Лондона и Берлина, а пре Рима и Париза), док је Барселона према неким показатељима највећи град у Европској унији без положаја главног града.
Шпанију одликује и висок степен урбанизације, посебно у подручјима већих градова (Мадрид, Барселона), док су пространа подручја, посебно у унутрашњости (средишња и веома сушна висораван Мезета), готово празна и без значајних градова.

## Назив
У Шпанији постоје четири званична језика — шпански, каталонски, баскијски и галицијски језик. Стога постоје и четири званична назива за град:
- шпански: Сиудад (изворно: Ciudad)
- каталонски: Сиутат (изворно: Ciutat)
- баскијски: Хири (изворно: hiri)
- галицијски: Сидаде (изворно: Cidade)

## Градска подручја
Као и у већини држава и у Шпанији су бројни градови превазишли своја управна подручја и створили бројна предграђа. Ово је посебно битно у случају Мадрида и Барселоне.
10 највећих градских подручја у Шпанији 2007. г. (према ЕСПОНу):
| Ред | Назив града/агломерације | Званични назив             | Број ст. 2007. г. | Аутономна заједница     |
| --- | ------------------------ | -------------------------- | ----------------- | ----------------------- |
| 1.  | Мадрид                   | Madrid                     | 5.263.000         | Заједница Мадрид        |
| 2.  | Барселона                | Barcelona                  | 4.251.000         | Каталонија              |
| 3.  | Валенсија                | Valencia                   | 1.499.000         | Валенсијанска Заједница |
| 4.  | Севиља                   | Sevilla                    | 1.262.000         | Андалузија              |
| 5.  | Билбао                   | Bilbao                     | 947.000           | Баскија                 |
| 6.  | Малага                   | Málaga                     | 844.000           | Андалузија              |
| 7.  | Овиједо-Хихон            | Oviedo–Gijón               | 844.000           | Астурија                |
| 8.  | Аликанте-Елче            | Alicante–Elche             | 793.000           | Валенсијанска Заједница |
| 9.  | Лас Палмас               | Las Palmas de Gran Canaria | 640.000           | Канарска острва         |
| 10. | Сарагоса                 | Zaragoza                   | 639.000           | Арагонија               |

## Списак градова са преко 100 хиљада становника
Попис градова је урађен према подацима за 2009. г.
- 1) Подебљаним словима су означени градови — седишта шпанских покрајина (политичка и/или судска)
- 2) Закошеним словима су означена предграђа већих градова

| Ред | Грб | Назив града                | Званични назив                     | Број ст. 2007. г. | Аутономна заједница     |
| --- | --- | -------------------------- | ---------------------------------- | ----------------- | ----------------------- |
| 1.  |     | Мадрид                     | Madrid                             | 3.213.271         | Заједница Мадрид        |
| 2.  |     | Барселона                  | Barcelona                          | 1.621.537         | Каталонија              |
| 3.  |     | Валенсија                  | Valencia                           | 814.208           | Валенсијанска Заједница |
| 4.  |     | Севиља                     | Sevilla                            | 703.206           | Андалузија              |
| 5.  |     | Сарагоса                   | Zaragoza                           | 674.317           | Арагонија               |
| 6.  |     | Малага                     | Málaga                             | 568.305           | Андалузија              |
| 7.  |     | Мурсија                    | Murcia                             | 436.870           | Мурсијска покрајина     |
| 8.  |     | Палма де Мајорка           | Palma de Mallorca                  | 401.270           | Балеарска острва        |
| 9.  |     | Лас Палмас                 | Las Palmas de Gran Canaria         | 381.847           | Канарска острва         |
| 10. |     | Билбао                     | Bilbao                             | 354.860           | Баскија                 |
| 11. |     | Аликанте                   | Alicante                           | 334.757           | Валенсијанска Заједница |
| 12. |     | Кордоба                    | Córdoba                            | 328.428           | Андалузија              |
| 13. |     | Ваљадолид                  | Valladolid                         | 317.864           | Кастиља и Леон          |
| 14. |     | Виго                       | Vigo                               | 297.332           | Галиција                |
| 15. |     | Хихон                      | Gijón                              | 277.554           | Астурија                |
| 16. |     | Оспиталет де Љобрегат      | Hospitalet de Llobregat            | 257.038           | Каталонија              |
| 17. |     | Ла Коруња                  | La Coruña                          | 246.056           | Галиција                |
| 18. |     | Виторија                   | Vitoria                            | 235.661           | Баскија                 |
| 19. |     | Гранада                    | Granada                            | 234.325           | Андалузија              |
| 20. |     | Елче                       | Elche                              | 230.112           | Валенсијанска Заједница |
| 21. |     | Овиједо                    | Oviedo                             | 224.005           | Астурија                |
| 22. |     | Санта Круз де Тенерифе     | Santa Cruz de Tenerife de Tenerife | 222.417           | Канарска острва         |
| 23. |     | Бадалона                   | Badalona                           | 219.547           | Каталонија              |
| 24. |     | Картахена                  | Cartagena                          | 211.996           | Мурсијска покрајина     |
| 25. |     | Тараса                     | Tarrasa                            | 210.941           | Каталонија              |
| 26. |     | Херез де ла Фронтера       | Jerez de la Frontera               | 207.532           | Андалузија              |
| 27. |     | Сабадељ                    | Sabadell                           | 206.493           | Каталонија              |
| 28. |     | Мостолес                   | Móstoles                           | 206.478           | Заједница Мадрид        |
| 29. |     | Алкала де Енарес           | Alcalá de Henares                  | 204.574           | Заједница Мадрид        |
| 30. |     | Памплона                   | Pamplona                           | 198.491           | Навара                  |
| 31. |     | Фуенлабрада                | Fuenlabrada                        | 197.836           | Заједница Мадрид        |
| 32. |     | Алмерија                   | Almería                            | 188.810           | Андалузија              |
| 33. |     | Леганес                    | Leganés                            | 186.066           | Заједница Мадрид        |
| 34. |     | Сан Себастијан             | San Sebastián                      | 185.357           | Баскија                 |
| 35. |     | Сантандер                  | Santander                          | 182.700           | Кантабрија              |
| 36. |     | Кастељон де ла Плана       | Castellón de la Plana              | 180.005           | Валенсијанска Заједница |
| 37. |     | Бургос                     | Burgos                             | 178.966           | Кастиља и Леон          |
| 38. |     | Албасете                   | Albacete                           | 169.716           | Кастиља-Ла Манча        |
| 39. |     | Алкоркон                   | Alcorcón                           | 167.967           | Заједница Мадрид        |
| 40. |     | Хетафе                     | Getafe                             | 167.164           | Заједница Мадрид        |
| 41. |     | Саламанка                  | Salamanca                          | 155.619           | Кастиља и Леон          |
| 42. |     | Логроњо                    | Logroño                            | 152.107           | Ла Риоха                |
| 43. |     | Сан Кристобал де ла Лагуна | San Cristóbal de la Laguna         | 150.661           | Канарска острва         |
| 44. |     | Уелва                      | Huelva                             | 148.806           | Андалузија              |
| 45. |     | Бадахоз                    | Badajoz                            | 148.334           | Естремадура             |
| 46. |     | Тарагона                   | Tarragona                          | 140.323           | Каталонија              |
| 47. |     | Љеида                      | Lleida                             | 135.919           | Каталонија              |
| 48. |     | Марбеља                    | Marbella                           | 134.623           | Андалузија              |
| 49. |     | Леон                       | León                               | 134.305           | Кастиља и Леон          |
| 50. |     | Кадиз                      | Cádiz                              | 126.766           | Андалузија              |
| 51. |     | Дос Ерманас                | Dos Hermanas                       | 122.943           | Андалузија              |
| 52. |     | Матаро                     | Mataró                             | 121.722           | Каталонија              |
| 53. |     | Санта Колома де Граманет   | Santa Coloma de Gramanet           | 119.717           | Каталонија              |
| 54. |     | Торехон де Ардос           | Torrejón de Ardoz                  | 118.162           | Заједница Мадрид        |
| 55. |     | Хаен                       | Jaén                               | 116.557           | Андалузија              |
| 56. |     | Алхесирас                  | Algeciras                          | 116.209           | Андалузија              |
| 57. |     | Парла                      | Parla                              | 115.611           | Заједница Мадрид        |
| 58. |     | Алкобендас                 | Alcobendas                         | 109.104           | Заједница Мадрид        |
| 59. |     | Оренсе                     | Orense                             | 107.742           | Галиција                |
| 60. |     | Реус                       | Reus                               | 107.118           | Каталонија              |
| 61. |     | Торевијеха                 | Torrevieja                         | 101.792           | Валенсијанска Заједница |
| 62. |     | Телде                      | Telde                              | 100.015           | Канарска острва         |

## Важни градови са мање од 100 хиљада становника
- Авила — град у покрајини Кастиљи и Леону, под заштитом УНЕСКО-а
- Бенидорм — град и чувено летовалиште у Валенсијанској Заједници
- Герника — историјско средиште Баскије
- Ибиза — град и летовалиште на Балеарским острвима
- Касерес — град у покрајини Естремадури, под заштитом УНЕСКО-а
- Куенка — град у покрајини Кастиљи-Ла Манчи, под заштитом УНЕСКО-а
- Љорет де Мар — град и чувено летовалиште у Каталонији
- Мелиља — независни град-покрајина Шпаније на подручју Африке
- Мерида — главни град покрајине Естремадуре
- Ронда — град у покрајини Андалузији, под заштитом УНЕСКО-а
- Сантијаго де Компостела — главни град покрајине Галиције, под заштитом УНЕСКО-а
- Сеговија — град у покрајини Кастиљи и Леону, под заштитом УНЕСКО-а
- Сеута — независни град-покрајина Шпаније на подручју Африке
- Теруел — град у покрајини Арагон, са вредном заоставштином из Маварског доба, која је под заштитом УНЕСКО-а
- Толедо — главни град покрајине Кастиље-Ла Манче, под заштитом УНЕСКО-а
- Убеда — град у покрајини Андалузији, под заштитом УНЕСКО-а
- Фигерес — град у покрајини Каталонији, родно место Салвадорија Далија, са чувеним музејом посвећеним њему